# 世保村
世保村（よやすむら）は、かつて岐阜県安八郡にあった村である。
現在の大垣市（墨俣自治区を除く）東部に該当し、揖斐川沿いの村であった。

## 歴史
- 1889年（明治22年）7月1日 - 波須村、万石村、三本木村、大村と今宿村の一部（東上面）が合併し発足。
- 1897年（明治30年）4月1日 - 三塚村、加賀野村、小野村、沢渡村、今宿村と合併し三城村が発足。同日世保村廃止。

## 神社・仏閣
- 白髭神社
- 御鍬神社